# Vida

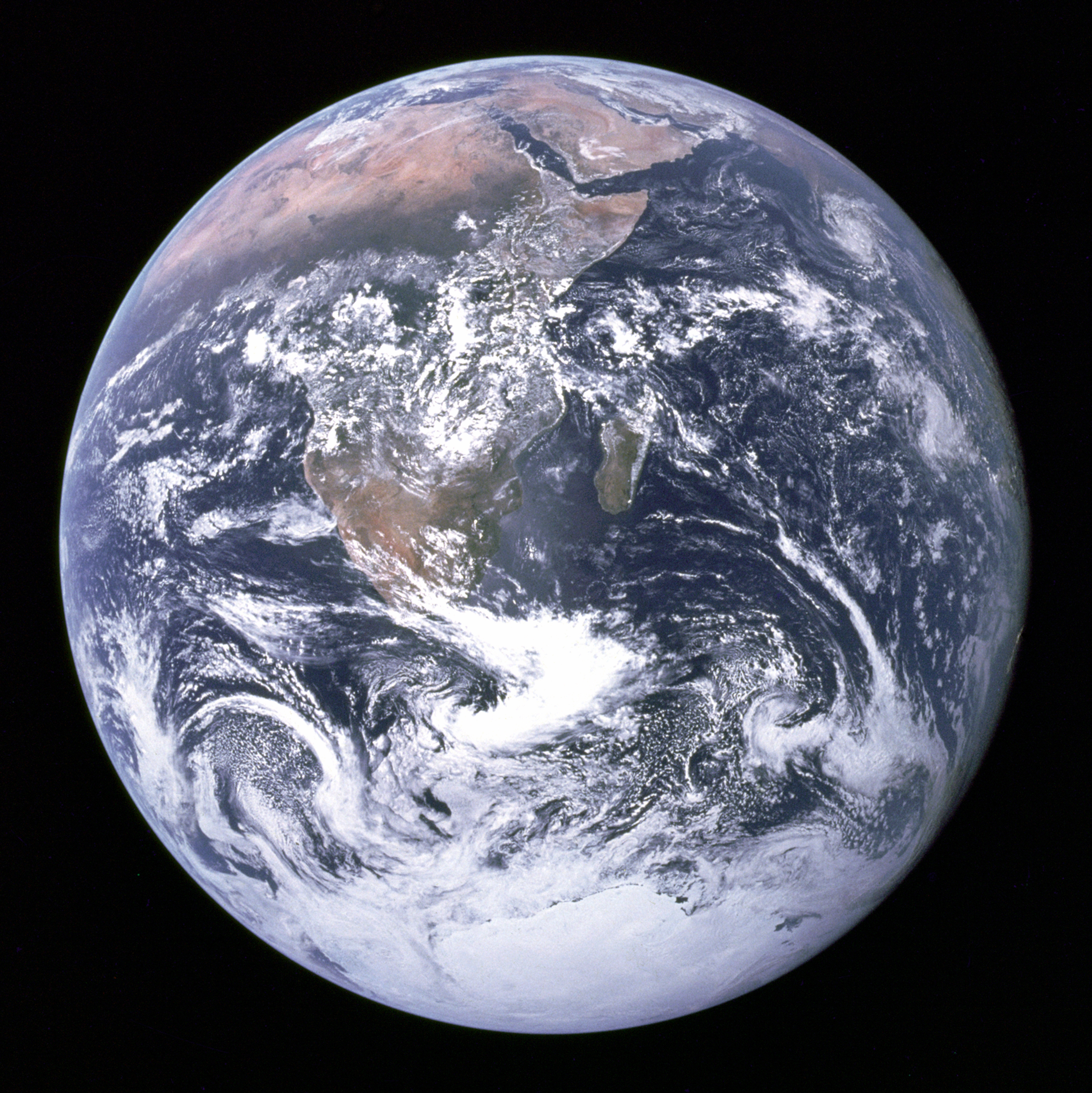
La Tierra es el único lugar del universo del que se sabe que hay o ha habido vida; cuna y hogar de la humanidad, y de todas las formas de vida conocidas.

La vida (del latín: vita) es un concepto difícil de definir satisfactoriamente, depende del enfoque con que se estudie; pero en general es la propiedad que distingue a la materia que tiene procesos biológicos y auto sostenimiento, de la materia que no los tiene; pero estas definiciones son la consecuencia o características de la vida para otros estudiosos. Otras definiciones la definen como la organización de la materia orgánica (C-H-O-N-S-P) en un sistema ya sea simple o complejo llamado ser vivo capaz de autosostenerse homeostáticamente y replicarse a sí mismo bioquímica y termodinámicamente, extrayendo y entregando la energía al entorno e interactuando con el medio o biotopo particular donde se desenvuelve.
La definición de la vida abarca varias áreas; desde la química, es un sistema que utiliza energía para evitar alcanzar el equilibrio químico. Desde la biología, se suelen enumerar una serie de características que distinguen a los seres vivos del resto de las realidades naturales, como la capacidad de organización, crecimiento, metabolismo, respuesta a estímulos o reproducción.
Científicamente, puede definirse como la capacidad de administrar los recursos internos de un ser físico de forma adaptada a los cambios producidos en su medio, sin que exista una correspondencia directa de causa y efecto entre el ser que administra los recursos y el cambio introducido en el medio por ese ser, sino una asíntota de aproximación al ideal establecido por dicho ser, ideal que nunca llega a su consecución completa por la dinámica del medio.
La evidencia sugiere que ha existido vida en la Tierra al menos desde hace 3770-4280 millones de años y se estima que surgió hace 4350 millones de años.

## Generalidades

### En la ciencia
En términos científicos, y para la física y otras ciencias afines, la vida hace referencia a la duración de las cosas o a su proceso de evolución (vida media, ciclo vital de las estrellas).
En biología, se considera la condición interna esencial que categoriza, tanto por sus semejanzas como diferencias, a los seres vivos. En general, es el estado intermedio entre el nacimiento y la muerte. Desde un punto de vista bioquímico, la vida puede definirse como un estado o carácter especial de la materia alcanzado por estructuras moleculares específicas, con capacidad para desarrollarse, mantenerse en un ambiente, reconocer y responder a estímulos y reproducirse permitiendo la continuidad. 
Las estructuras de vida biomoleculares, establecen un rango de estabilidad que permite que la vida sea continuada, dinámica y finalmente evolutiva. Así pues, los seres vivos se distinguen de los seres inertes por un conjunto de características, siendo las más importantes la organización molecular, la reproducción, la evolución y el manejo no espontáneo de su energía interna.
En la medicina, existen distintas interpretaciones científicas sobre el momento determinado en el que comienza a existir la vida humana, según las diferentes perspectivas filosóficas, religiosas, culturales, y según los imperativos legales. Para algunos, la vida existe desde que se fecunda el óvulo; para otros, desde que ya no es posible legalmente el aborto, hasta el cese irreversible de la actividad cerebral o muerte cerebral. Se define también la vida vegetativa como un conjunto de funciones involuntarias nerviosas y hormonales que adecuan el medio interno para que el organismo responda en las mejores circunstancias a las condiciones del medio externo, funciones que parecen estar regidas por el hipotálamo y el eje hipotálamo-hipofisario.
En cosmología, aún no se conoce ni se sabe si será posible conocer la existencia de vida en otros lugares del Universo distintos de la Tierra, pero científicos como Carl Sagan (1934-1996), pensaban que, probabilísticamente hablando, y teniendo en cuenta las condiciones necesarias para la vida tal como la conocemos, el cosmos es tan inmenso que se hace necesaria la existencia de, incluso, civilizaciones avanzadas en otros planetas. La ecuación de Drake es un intento de estimación inicial del número de civilizaciones existentes fuera de la Tierra. Una serie de proyectos científicos, los proyectos SETI, están dedicados a la búsqueda de vida inteligente extraterrestre. Por otra parte, la reciente teoría de supercuerdas lleva, entre otras conclusiones, a la posible existencia de infinitos universos paralelos en parte de los cuales existirían mundos con vida idénticos al que conocemos, así como también, en otros universos, mundos con variaciones respecto al nuestro desde sutiles hasta totales, dentro de un enorme —aunque finito— abanico de posibilidades.
Desde la perspectiva de la psicología, la vida es un sentimiento apreciativo por las interacciones del ego con el medio, y, por reacción a dicho sentimiento, la lucha por sostener su homeostasis en estado preferente.

### En la química
Según el Premio Nobel de Química Ilya Prigogine la vida es el reino de lo no lineal, de la autonomía del tiempo, de la multiplicidad de las estructuras, algo que no se ve en el universo no viviente. La vida se caracteriza por la inestabilidad por la cual nacen y desaparecen estructuras en tiempos geológicos.
Para Ilya Prigogine la vida es el tiempo que se inscribe en la materia y los fenómenos irreversibles son el origen de la organización biológica. Todos los fenómenos biológicos son irreversibles. Esta irreversibilidad es una propiedad común a todo el Universo, todos envejecemos en la misma dirección porque existe una flecha del tiempo.
Para Prigogine es la función la que crea la estructura y los fenómenos irreversibles son el origen de la organización biológica, es decir, de la vida.
La vida no se corresponde a un fenómeno único; la vida se forma cada vez que las circunstancias planetarias son favorables. A partir de los principios de la termodinámica sabemos que el porvenir de la vida es incierto y desconocemos hasta donde puede llegar. Los sistemas dinámicos de la biología son inestables, por lo tanto se dirigen hacia un porvenir que es imposible de determinar a priori. El futuro está abierto a procesos siempre nuevos de transformación y de aumento de la complejidad de los sistemas vivos, de la complejidad biológica, en una creación continua.

### En la filosofía
Desde una perspectiva filosófica, puede abordarse desde diferentes modos de conceptualización: objetivismo (Edmund Husserl), dualidad alma-cuerpo (Platón, Descartes, Max Scheller, Ludwig Klages), mente y cerebro (Henri Bergson), vida y ser (Albert Vilanova), y la fenomenología del conocimiento y la aprehensión (Nicolai Hartmann). El concepto de vida o existencia, inseparable del de muerte o inexistencia, y su trascendencia, han sido y son diferentes en los distintos lugares y épocas de la historia de la humanidad. La importancia primordial de la vida para el ser humano influye en el lenguaje, de forma que son numerosos los diferentes usos y expresiones que contienen este término.

### En la religión
Para la mayoría de las religiones, la vida presenta connotaciones espirituales y trascendentales.

## Definiciones de vida
Inespecífica:

Fuerza interna sustancial mediante la que obra el ser que la posee.

Filosófica:

Actividad natural inmanente autoperfectiva.

Religiosa judeo-cristiana:

La vida humana es un paso que conduce al alma de la inexistencia a la plenitud eterna en un período de tiempo.

El pago que da el pecado es la muerte, pero el don de Dios es vida eterna en unión con Cristo.

Entonces Dios formó al hombre de la tierra misma, y sopló en su nariz y le dio vida. Así el hombre se convirtió en un ser viviente.

O bien:

Estado de actividad. Existencia animada de un ser o duración de esa existencia.

Religiosa budista:

La vida es cada uno de los estados de reencarnación de los seres sintientes en el samsara.

Fisiológica:

Un organismo vivo es aquel, compuesto por materia orgánica (C,H,O,N,S,P), capaz de llevar a cabo funciones tales como comer, metabolizar, excretar, respirar, moverse, crecer, reproducirse y responder a estímulos externos.

Pero tales funciones no son del todo determinantes. Por ejemplo, ciertas bacterias quimiosintéticas anaerobias estrictas no realizan la respiración. Hoy en día esta definición no se ajusta correctamente y, a pesar de su popularidad inicial, ha sido ya desechada.
Metabólica:

Un sistema vivo es un objeto con una frontera definida que continuamente intercambia sustancias con el medio circundante sin alterarse.

También ha sido rechazada por no poder incluir objetos vivos tales como las semillas, las esporas, o bacterias encapsuladas en estado de latencia. Y también por definir como vivos entidades tales como el fuego.
Bioquímica:

Todo organismo vivo contiene información hereditaria reproducible codificada en los ácidos nucleicos los cuales controlan el metabolismo celular a través de unas moléculas (proteínas) llamadas enzimas que catalizan o inhiben las diferentes reacciones biológicas.

A pesar de ser más precisa y acertada, tampoco se la considera una definición válida ya que excluye la vida fuera de la química que conocemos y, por ejemplo, la imposibilita en el campo cibernético o en una química distinta; algo que, hasta ahora, no se ha demostrado.
Genética:

La vida es todo organismo capaz de evolucionar por selección natural.

Una vez más, tal definición no es aceptada por muchos biólogos ya que incluye los virus dentro del grupo de los seres vivos y podría en un futuro introducir algún virus informático polimórfico que incluyera algún tipo de rutina avanzada de evolución darwiniana. Por supuesto nadie diría que tal programa de ordenador fuera un sistema vivo.
Termodinámica:

Los sistemas vivos son una organización especial y localizada de la materia, donde se produce un continuo incremento de orden sin intervención externa.

Esta definición, quizá la mejor y más completa, nace de la nueva y mejor comprensión del Universo que se ha tenido en este último siglo. Se basa en el segundo principio de la termodinámica, el cual dice que la entropía o desorden de un sistema aislado siempre aumenta.
El aumento de orden en un sistema vivo no incumpliría el citado principio termodinámico, ya que al no ser un sistema aislado tal incremento se logra siempre a expensas de un incremento de entropía total del Universo. Así pues, la vida formaría parte también de los llamados sistemas complejos. (véase complejidad biológica)

## Visión retrospectiva del concepto de vida
Tradicionalmente la vida ha sido un concepto abstracto y, por tanto, difuso y de difícil definición. Por esto se solía definir en contraposición a la no vida o lo inerte, especialmente aludiendo a las propiedades diferenciadoras. Lo que más confundía eran las estructuras víricas, que no comparten todas las propiedades más comunes del resto de las estructuras vivas. Asimismo tampoco estaba clara la frontera entre la vida y la muerte, haciendo difícil determinar cuándo acontecía exactamente esta última.
Dada la confusión a la hora de definir la vida, se optó por hacerlo en función de los resultados obtenidos tras el desarrollo completo del ADN, y no respecto al potencial mismo de esa molécula, de tal modo que se establecieron algunas características comunes:
1. Los seres vivos requieren energía. Es decir, se nutren.
2. Los seres vivos crecen y se desarrollan.
3. Los seres vivos responden a su medio ambiente.
4. Los seres vivos se reproducen por sí mismos, sin necesitar ayuda externa; siendo este un hecho clave.

Estas características apuntaban a una definición de vida tan simple que permitía incluir como seres vivos, por ejemplo, a los cristales minerales, los cuales crecen, responden al medio, se reproducen y por supuesto consumen energía al crecer y propagarse. Se hacía necesario, pues, buscar otras características propias de la vida más allá de las puramente intuitivas.
La definición universal de vida se planteaba como algo bastante más complejo y difícil. Se ofrecían diferentes definiciones, y era cuestión de gusto dar por buena una u otra, como se desprende de la sección Definiciones de vida. En cualquier caso, el concepto de vida ha seguido una evolución paralela a la de la ciencia que se dedica a su estudio, la biología.

## Vida y biología
| Niveles estructurales de los sistemas vivos | Ciencia que lo estudia                          |
| ------------------------------------------- | ----------------------------------------------- |
| Partículas elementales                      | Mecánica cuántica, física de partículas         |
| Átomos                                      | Química, física                                 |
| Moléculas                                   | Física, química, bioquímica, biología molecular |
| Orgánulos                                   | Biología molecular, biología celular            |
| Células                                     | Biología celular, citología                     |
| Tejidos                                     | Histología                                      |
| Órganos                                     | Histología, fisiología                          |
| Sistema                                     | Fisiología, anatomía                            |
| Organismo                                   | Anatomía, etología, psicología                  |
| Población                                   | Etología, sociología                            |
| Comunidad                                   | Ecología                                        |
| Ecosistema                                  | Ecología                                        |
| Biosfera                                    | Ecología                                        |

Se define en biología como vida la estructura molecular autoorganizada capaz de intercambiar energía y materia con el entorno con la finalidad de automantenerse, renovarse y finalmente reproducirse.
La manifestación evidente de lo anterior se muestra en forma de vida. Esta manifestación se singulariza del resto del ecosistema por un conjunto de propiedades características, comunes y relativas a ciertos sistemas materiales, a los que se denominan seres vivos.
Un ser vivo consiste en la conjunción de diferentes sistemas capaces de integrarse por la conveniencia relativa al ahorro en recursos que supone la asociación. Los sistemas por separado necesitan un aporte externo y generan un desecho. El desecho de un sistema sirve para la alimentación del otro (reciclaje). Dicha integración permite que el organismo (el conjunto de todos los sistemas integrados) pueda soportar el desorden inherente a la tendencia natural de cada sistema por separado a desorganizar la información. El desorden genera una necesidad, manifestándolo mediante moléculas cargadas, aminoácidos o cadenas de proteínas. Dichas cargas ponen de manifiesto las propiedades inherentes del sistema, y que el sistema 'vecino' interaccionará aportando como desecho, lo que el otro necesita como materia prima. De esta forma se obtiene y procesa de forma sostenida en el tiempo los materiales y energía, que se transfieren adecuadamente por cualquiera de los sistemas capaces de transmitir dicha información. El resultado final minimiza la entropía interna del sistema vivo, necesitando de aporte externo para que el proceso no decaiga.
La tendencia al desorden es el resultado del desgaste natural asociado a las interacciones. Como 'remedio' el organismo reacciona a través del desarrollo y la evolución, procesos dependientes de la existencia de un canal de transferencia o transacción de cargas (que para el caso de la vida en la tierra, se compila en la información genética), que nutren de información a todo el sistema.
El desarrollo exponencial de la tecnología ha llevado recientemente al científico Raymond Kurzweil a afirmar en su libro La era de las máquinas espirituales que si, según su pronóstico, a lo largo del siglo XXI fuese posible la creación de computadoras más sofisticadas que nuestro propio cerebro, conscientes y capaces de alojar nuestro estado neuronal, dando así lugar a una copia virtual o real e inmortal de nosotros mismos, el concepto de inteligencia, de consciencia, y de vida, trascenderían probablemente a la biología.

## Lo vivo
Lo vivo es el estado característico de la biomasa, manifestándose en forma de organismos unicelulares o pluricelulares. Las propiedades comunes a los organismos conocidos que se encuentran en la Tierra (plantas, animales, fungi, protistas, archaea y bacteria), son que ellos están basados en el carbono y el agua, son conjuntos celulares con organizaciones complejas, capaces de mantener y sostener junto con el medio que les rodea, el proceso homeostático que les permite responder a estímulos, reproducirse y, a través de procesos de selección natural, adaptarse en generaciones sucesivas.
En la biología, se considera vivo lo que tenga las características:
- Organización: Formado por células.
- Reproducción: Capaz de generar o crear copias de sí mismo.
- Crecimiento: Capaz de aumentar en el número de células que lo componen o en el tamaño de las mismas.
- Evolución: Capaz de modificar su estructura y conducta con el fin de adaptarse mejor al medio en el que se desarrolla.
- Homeostasis: Utiliza energía para mantener el equilibrio y la armonía del medio interno constante.
- Movimiento: Desplazamiento mecánico de alguna o todas sus partes componentes, Se entiende como movimiento a los tropismos de las plantas, e incluso al desplazamiento de distintas estructuras a lo largo del citoplasma.

Una entidad con las propiedades indicadas previamente se lo considera un organismo. Hoy el conjunto de toda la Tierra contiene aproximadamente 75 000 millones de toneladas de biomasa (vida), la que vive en distintos medios ambientes de la biósfera.[cita requerida]

### Las tres funciones básicas de todos los seres vivos
Todos los seres vivos sobre la faz de la Tierra realizan tres funciones básicas, a saber, relación, nutrición y reproducción. Se excluye de esta definición a los virus pues no son capaces de realizar las tres, únicamente se relacionan, no obstante, realizan todas una vez que infectan a la célula objetivo y son capaces de manipular su maquinaria celular, otros procesos claves que deben realizar todos los organismos vivos son: El metabolismo, tener una membrana celular y realizar la duplicación genética, para poder sobrevivir en el ambiente que los rodea.

### Las bases de lo vivo
Una estructura viva es una disposición de elementos químicos, dispuestos de tal forma que, en su estado más estable, se puede asemejar a un 'esquema energético' a la espera de ser 'leído'. Es en ese momento cuando se expresan las reacciones necesarias para obtener homeostasis. Dicha estructura, que comprende un organismo, es la base sobre la que pueden establecerse las estructuras materiales vivas.
La acción de 'leer', no es otra que el evento que desencadena las reacciones necesarias para poner en marcha el programa genético, unidad en la que se condensa el 'esquema energético'.

### Qué no es vida
No es vida cualquier estructura del tipo que sea (aunque contenga ADN, ARN o proteínas) incapaz de establecer un equilibrio homeostático (virus, viroides, priones, células cancerígenas  o cualquier otra forma de reproducción) e incapaz de  manifestar una forma estable retroalimentaria sostenible con el medio, y provoque el colapso termodinámico.
Se puede concluir que una célula está viva, cuando posee un sistema de regulación homeostática relativa a ella misma, pero si no cuenta con dicho sistema, la célula es un parásito incapaz de sustentar y ostentar vida por sí misma, por lo tanto no forma parte de un organismo vivo, consume recursos y pone en peligro la sostenibilidad del medio en el cual se manifiesta.

### Vida acelular
La vida acelular es la vida que existe sin una estructura celular durante al menos parte de su ciclo de vida, la mayoría de las definiciones de vida postularon que un organismo debe estar compuesto de por lo menos una célula, pero esto ya no se considera necesario,y los criterios modernos permiten formas de vida basadas en otros arreglos estructurales. Los principales candidatos para la vida acelular son los virus. Algunos biólogos consideran que los virus son organismos, pero otros no. Su principal objeción es que ningún virus es capaz de reproducirse de forma autónoma: deben confiar en las células para copiarlos.

### Vida en la Tierra
La existencia de vida, y concretamente la vida terrestre, puede definirse con más especificidad indicando, entre otras cosas, que los seres vivos son sistemas químicos cuyo fundamento son cadenas de átomos de carbono ricas en hidrógeno que se distribuyen en compartimientos llenos de disoluciones acuosas y separados por membranas funcionalmente asimétricas cuya zona interior es hidrófoba; esos compartimentos constituyen células o forman parte de ellas, las cuales se originan por división de células anteriores, y se permite así el crecimiento y también la reproducción de los individuos. Los sistemas vivos no forman un sistema continuo, cerrado y hermético, sino una multitud de sistemas discretos, que llamamos organismos.

## Rasgos comunes de las estructuras orgánicas

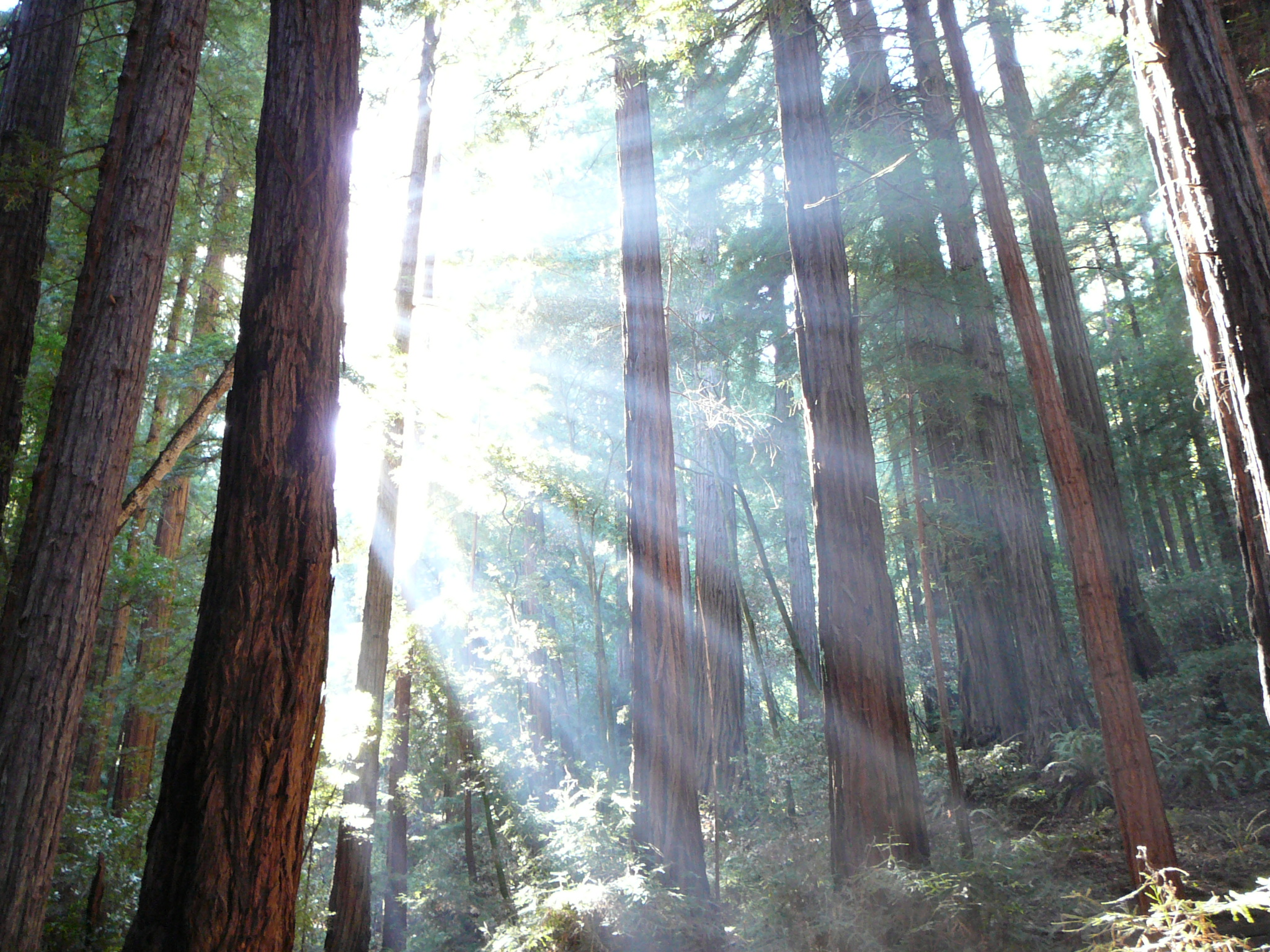
La luz del sol penetrando entre secuoyas. El árbol más alto del mundo pertenece a esta especie, y mide 115,55 m.

El estudio de la vida se llama biología y los biólogos son los que estudian sus propiedades. Tras el estudio por parte de estos, se hace evidente que toda reacción bioquímica capaz de establecer una estructura homeostática que desarrolle la función metabólica, se la puede definir como materia viva orgánica u organismo, compartiendo algunas características comunes, producto de la selección natural:
1. Un organismo requiere aporte externo de energía para poder sostener su ciclo metabólico. Dada la tendencia constante a degradar la usada, se establece una resistencia que ofrece toda materia viva a ser animada. Este hecho se hace evidente al observarse la tendencia a degradar a materia inerte. Es decir, se alimentan para no morir.
2. Un organismo usa todos los recursos disponibles y compatibles con su estructura para perpetuar su esquema molecular (ADN), desechando lo inservible y desarrollando lo útil. En las estructuras vitales más complejas, esto se observa por el hecho de que crecen y se desarrollan.
3. Un organismo es receptivo a los estímulos del medio ambiente, siendo este el único medio por el cual poder reponer los recursos perdidos. Si deja de responder, dejará de ser materia viva.
4. Un organismo responde a un medio favorable activando los procesos que le permitirán duplicar su esquema molecular y transferir sus funciones de manera que fomente ese esquema al máximo de sus facultades vitales. En función de los recursos disponibles del medio, esas facultades serán más o menos intensas.

La vida se agrupa en diversos niveles estructurales jerarquizados. Así se sabe que la unión de células pueden dar lugar a un tejido y la unión de estos dan lugar a un órgano que cumple una función específica y particular, como el caso del corazón o el estómago. De esta forma los diversos niveles de jerarquización de la vida se agrupan hasta formar un organismo o ser vivo, estos al agruparse siendo de una misma especie forman una población y el conjunto de poblaciones de diversas especies que habitan en un biotopo dado forman una comunidad.

## El origen de la vida

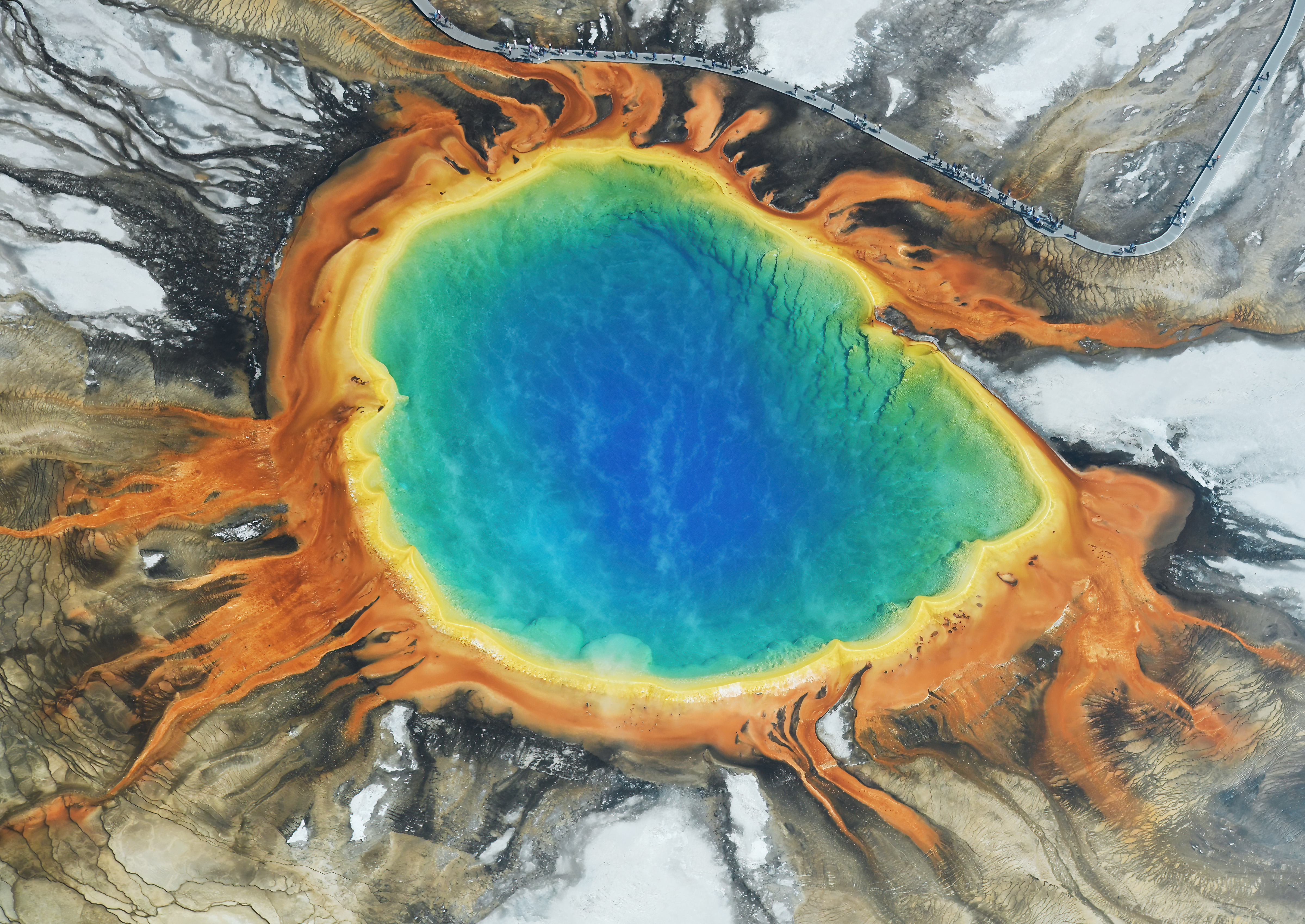
La Gran Fuente Prismática del Parque nacional Yellowstone.

Para describir en el inicio de la historia de la vida la aparición de los seres vivos, no existe un único modelo para explicar el origen de la vida; sin embargo la mayoría de los modelos científicos actuales aceptados se basan en los siguientes descubrimientos, los cuales son listados en el orden en el cual han sido postulados:
1. Condiciones prebióticas plausibles que resultaron en la formación de las pequeñas moléculas básicas para la vida. Esto ha sido demostrado en el experimento de Miller y Urey.[29]
2. Los fosfolípidos espontáneamente forman lípidos bicapa, que son la estructura básica de la membrana celular.
3. Los procedimientos para producir moléculas aleatorias de ARN pueden producir ribosomas, las cuales son capaces de reproducirse bajo condiciones muy específicas.

Existen muchas hipótesis distintas sobre el camino que pudo haber tomado el origen de la vida para pasar desde moléculas orgánicas simples hasta constituir protocélulas y metabolismos diversos. Muchos modelos caen dentro de la categoría "genes primero" o la categoría "metabolismo primero", sin embargo la tendencia actual es la aparición de modelos híbridos que no caen en ninguna de las categorías anteriores.

### Ejemplo de modelo híbrido

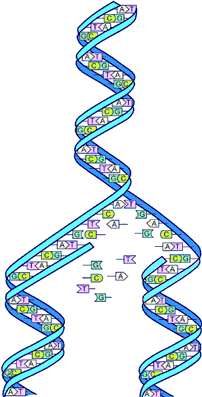
Molécula de ADN.

Las estructuras moleculares esenciales para la vida se formaron y desarrollaron por aparecer en un preecosistema que así lo permitió, en su estado prebiótico. El origen de la vida es el resultado termodinámico del acoplamiento de diferentes átomos en un medio que fomentó la aparición de moléculas más complejas, pues termodinámicamente hablando era lo óptimo.
Ofreciendo un bajo potencial energético (una molécula de adenina no es físicamente reactiva, es estable en el tiempo, y poca utilidad tiene en una central eléctrica o en una reacción de fusión nuclear), pero alto potencial bioenergético (debidamente acoplada a una molécula de ribosa, forma un reactivo bioquímico muy potente), favorecieron la aparición de otras propiedades, que emergieron por la abundancia de esas moléculas.
Las formas biológicas más primitivas establecen la formación de biomoléculas, basta un esquema simple molecular, que adecuadamente estimulado bioquímicamente hablando, pueden dar estructuras más complejas (aminoácidos).
Según el medio iba cambiando, las estructuras también lo hacían, estableciendo un proceso evolutivo basado en una función retroalimentada. La abundancia de biomasa, fomentó la agudeza de ciertas propiedades, que en otras circunstancias pasarían desapercibidas, tales como la hidrofobicidad, ósmosis, catálisis, permeabilidad, etc. La semejanza y simetría de ciertas propiedades de ciertos elementos, generaron barreras de potencial por diferencia de densidad; dicho medio aislado, variaba con el tiempo y los materiales generados en el interior, desetabilizaban dicha barrera: En ocasiones, cierta parte de esa barrera de potencial, se debilitaba en ciertas partes, permitiendo la entrada de nuevos elementos (propiedades electrolíticas). Por el simple acoplamiento debido a las diferentes propiedades de densidad de los elementos, las disposiciones de los aminoácidos comenzaron a formar estructuras más sólidas, definiendo una clara membrana compuesta de proteínas y emergiendo una nueva propiedad: La permeabilidad selectiva.
Según el medio contuviese más o menos materia orgánica, las combinaciones moleculares darían combinaciones más complejas y con mayor potencial bioquímico. El primer microorganismo que apareciese aportaría al medio los desechos orgánicos que no necesitase, así como su propia estructura. Floreciendo este primer microorganismo, abriría el abaníco de posibilidades aún más.
El alimento es la principal fuente de evolución de los seres vivos. De hecho, si la vida tiene la forma que tiene es porque es sostenible desde un punto de vista termodinámico. Las formas de vida que se alimentan de estructuras vivas, aportan a su sistema información de como ser energéticamente más adaptables.
La fuente de alimento es el principal resorte de selección natural. Así se establece el ciclo retroalimentario de la siguiente manera: Las estructuras moleculares aportan al medio estructuras orgánicas homeostáticas, a su vez estas estructuras necesitan energía para mantenerse activas y son al mismo tiempo un aporte de variabilidad al entorno que les rodea. Por lo que la evolución no hubiera sido posible de no existir tanto un punto de inicio biomolecular, como estructuras homeostáticas que aporten al medio más información de cómo ser termodinámicamente óptimo. Todo este proceso es sostenible gracias al aporte energético de la estrella más cercana, el sol, y por la disipación de esa energía en el frío espacio, se establece un ciclo físico y posiblemente (como es el caso del planeta Tierra) biológico.

## Vida sintética
El 20 de mayo de 2010 un artículo en la revista Science anunciaba lo que probablemente constituya con total propiedad la creación de vida sintética por primera vez en la historia. Un equipo de científicos del Instituto J. Craig Venter acreditaba el descubrimiento.
Concretamente, se informaba del diseño, síntesis y ensamblaje del genoma de 1,08 millones de pares de bases de Mycoplasma mycoides JCVI-syn1.0 partiendo de la información digitalizada de la secuencia genómica y de su trasplante a una célula recipiente correspondiente a un espécimen de Mycoplasma capricolum para crear células de Mycoplasma mycoides controladas únicamente por el cromosoma sintético.
Se informaba además de que el único ADN presente en las células creadas era la secuencia sintética diseñada, incluyendo secuencias «de filigrana» así como borrados de genes y polimorfismos, y mutaciones adquiridas durante el proceso de construcción de la célula, la cual mostraba las propiedades fenotípicas esperadas, además de signos de vida propia como la autorreplicación continua.

## Astrobiología
Aunque la vida se ha confirmado solo en la Tierra, muchos piensan que la vida extraterrestre no solo es plausible, sino probable o inevitable. Otros planetas y lunas en el Sistema Solar y otros sistemas planetarios están siendo examinados en busca de evidencia de haber albergado alguna vez vida simple, y proyectos como SETI están tratando de detectar transmisiones de radio de posibles civilizaciones alienígenas. Otras ubicaciones dentro del Sistema Solar que pueden albergar vida microbiana incluyen el subsuelo de Marte, la atmósfera superior de Venus, y los océanos subsuperficiales en algunas de las lunas de los planetas gigantes. Más allá del Sistema Solar, se conoce como la zona habitable a la región alrededor de otra estrella de la secuencia principal que podría albergar vida similar a la Tierra en un planeta similar a la Tierra. Los radios interior y exterior de esta zona varían con la luminosidad de la estrella, al igual que el intervalo de tiempo durante el cual la zona sobrevive. Las estrellas más masivas que el Sol tienen una zona habitable más grande, pero permanecen en la "secuencia principal" de la evolución estelar durante un intervalo de tiempo más corto. Las pequeñas enanas rojas tienen el problema opuesto, con una zona habitable más pequeña que está sujeta a niveles más altos de actividad magnética y los efectos del acoplamiento de marea desde órbitas cercanas. Por lo tanto, las estrellas en el rango de masa intermedio, como el Sol, pueden tener una mayor probabilidad de que se desarrolle vida similar a la de la Tierra. La ubicación de la estrella dentro de una galaxia también puede afectar la probabilidad de que se forme vida. Se predice que las estrellas en regiones con una mayor abundancia de elementos más pesados que pueden formar planetas, en combinación con una baja tasa de eventos de supernovas potencialmente dañinos para el hábitat, tienen una mayor probabilidad de albergar planetas con vida compleja. Las variables de la ecuación de Drake se utilizan para discutir las condiciones en los sistemas planetarios donde es más probable que exista una civilización. Sin embargo, el uso de la ecuación para predecir la cantidad de vida extraterrestre es difícil; debido a que muchas de las variables son desconocidas, la ecuación funciona más como un espejo de lo que su usuario ya piensa. Como resultado, el número de civilizaciones en la galaxia puede estimarse tan bajo como 9.1 x 10-13, lo que sugiere un valor mínimo de 1, o tan alto como 15.6 millones (0.156 x 109); para los cálculos, consulte la ecuación de Drake.
Para deducir el tipo de vida que pueda existir en otros planetas, se deberá comprobar el aporte energético de la estrella más cercana, pues, si es demasiado, la energía aportada al planeta será tan intensa que hará imposible establecer moléculas biológicamente estables; si es escasa, las formas de vida quizás no se desarrollen más que a nivel bacteriano. Las condiciones físicas del planeta pueden influir en la cantidad de energía que llega de la estrella a su superficie, y establecerán los cauces de la evolución biológica, pues de florecer este tipo de actividad, será capaz de influir en el medio, adaptarse al mismo y transformarlo. Solo ha de cumplir el requisito termodinámico: sostenibilidad entre el aporte y la disipación energética. Indudablemente, su esquema biomolecular será el resultado de las condiciones físicas que lo han condicionado. Así, de forma paralela a la evolución, la selección natural es la función que permite el desarrollo sostenible de la vida en el planeta.[cita requerida]

## Especulaciones recientes
Existe una hipótesis no demostrada que matiza la definición termodinámica de la vida, la cual fue defendida por Lynn Margulis. Esta hipótesis considera la vida como un sistema complejo que surgiría bajo condiciones iniciales favorables, y que localmente aceleraría la conversión energética entre, en nuestro caso, el calor del Sol y el frío espacio. La larga vida media de una estrella permite que este sistema vivo evolucione a niveles cada vez más complejos de vida (complejidad biológica), dado que el sistema se perpetúa mediante material genético de copia imperfecta (definición bioquímica) y de alguna forma es seleccionada siempre la copia más eficiente (definición genética) siendo ésta la más favorable termodinámicamente.
Esta interpretación no sirve para definir mejor qué es la vida, pero complementa la visión termodinámica con un porqué. No solo lo vivo tiende a aumentar el orden sin una ayuda material externa, sino que además este aumento del orden es perfectamente lógico con la tendencia al desorden general, porque para ello se utiliza constantemente energía. En parte, da una vuelta al enfoque y un ser vivo pasa de ser el que utiliza la energía para vivir al que vive para utilizar la energía. Lo que nos lleva a la definición del principio.

## Interpretaciones de la vida según diversas religiones
Para las religiones monoteístas, la vida es la unión del alma y del cuerpo, de forma que se diferencia entre la vida del cuerpo, que es mortal, y la vida del alma, que es eterna. En el caso del cristianismo, a los animales que creó Dios se les llama «seres vivientes... todo ser viviente». La palabra hebrea que aquí se tradujo como «ser» es «nefesh», que también se traduce como «alma». Según acepta la comunidad creyente, existe vida después de la muerte, denominada vida eterna, término que aparece en la Biblia. Cuando alguien fallece, se dice con frecuencia que pasó a mejor vida, expresión que actualmente se usa también como eufemismo de la muerte y de forma desligada de la espiritualidad. Según las corrientes creacionistas, la vida fue creada de forma instantánea por Dios. En el Génesis, por ejemplo, se dice que toda la vida fue creada por Dios al principio de los tiempos, entre el tercer y sexto día de la Creación.
Para el budismo, la vida es cada uno de los estados de reencarnación de los seres en el samsara. El concepto de alma no existe en esta religión. Existe, en su lugar, una energía metafísica imperecedera y cambiante denominada karma.